# Notiobiella punctata
Notiobiella punctata är en insektsart som beskrevs av Bo Tjeder 1961. Notiobiella punctata ingår i släktet Notiobiella och familjen florsländor. Inga underarter finns listade i Catalogue of Life.